# Manuel Borges Carneiro
Manuel Borges Carneiro (Resende, Resende, 2 de Novembro de 1774 — Cascais, Cascais, 4 de Julho de 1833) foi um magistrado, jurisconsulto e político português, deputado às Cortes Gerais e Extraordinárias da Nação Portuguesa e um dos heróis dos acontecimentos políticos de 1820 em Portugal.
Manuel Borges Carneiro era desembargador no Porto em 1820, tendo participado no Sinédrio. Eleito deputado às Cortes Gerais e Extraordinárias da Nação Portuguesa de 1821, viu a sua experiência parlamentar interrompida pela Vilafrancada, tendo-a retomada na sessão legislativa de 1826-1828, período em que foi um dois principais teorizadores do Estado liberal, publicando uma extensa obra no campo da doutrina política, nomeadamente sobre o Direito Civil. Após a dissolução das Cortes por D. Miguel, em 1828, Borges Carneiro foi encarcerado na Torre do Forte de São Julião da Barra e depois na cadeia de Cascais, tendo falecido na prisão, vítima de um surto de cólera, após cinco anos de cativeiro. 

## Biografia
Borges Carneiro nasceu na vila de Resende a 2 de Novembro de 1774, filho do bacharel José Borges Botelho e de D. Joana Tomásia de Melo.
Destinado a seguir a carreira das leis, matriculou-se na Universidade de Coimbra em 1791 e formou-se em Cânones no ano de 1800, tendo requerido habilitação perante o Desembargo do Paço.

### A carreira na magistratura
Admitido na carreira da magistratura, foi despachado, para servir por três anos, juiz de fora de Viana do Alentejo, por decreto de 13 de Maio e provisão de 14 de Junho de 1803. Por decretos de 13 de Maio e de 25 de Outubro de 1805 e provisão de 24 de Março de 1806 foi reconduzido naquele cargo por mais três anos, assumindo as categoria de cabeça de comarca.
Era juiz de fora em Viana do Alentejo quando se deu a primeira invasão francesa, comandada pelo general Jean-Andoche Junot, o qual, assumindo a regência de Portugal, nomeou o general François-Étienne Kellermann seu delegado no Alentejo. A dureza com que este general se houve e o sentimento nacional ofendido pelo domínio estrangeiro provocaram a resistência popular, tendo Borges Carneiro assumido um importante papel na sua actividade. Por causa disso foi preso às ordens do general Kellermann e encerrado num convento de Beja, onde escreveu a carvão alguns versos, que mais tarde publicou.
Terminada a ocupação francesa, por provisão de 30 de Maio de 1812, Borges Carneiro foi nomeado provedor da comarca de Leiria.
Por esta altura iniciou a publicação de obras de carácter jurídico, afirmando-se como um promissor jurisconsulto e teorizador do direito português, coligindo as matérias para a obra que publicou anos depois, intitulada Extracto das leis, avisos, provisões, assentos e editaes publicados nas côrtes de Lisboa e Rio de Janeiro, desde a epocha da partida d'El-rei nosso senhor para o Brazil em 1807 até Julho de 1816. Esta obra integra uma colecção de documentos legislativos publicados em Lisboa e no Rio de Janeiro, enquanto durou a permanência da corte no Brasil, transformando-se num útil documento para o estudo daquela época.
Em reconhecimento da sua notável formação jurídica, a 14 de Novembro de 1817 foi nomeado secretário da Junta do Código Penal Militar. Tendo-se notabilizado pelo seu trabalho naquela Junta, foi despachado desembargador supranumerário da Relação e Casa do Porto, por decreto de 13 de Maio de 1820.

### O Sinédrio e a Revolução do Porto
Face à ausência da Corte, exilada no Rio de Janeiro desde 1808, e ao domínio britânico, representado pelo todo poderoso marechal general William Carr Beresford, em Portugal crescia o descontentamento popular e fervilhavam as conspirações. Tendo abortado a conspiração que em 1817 levou à execução do general Gomes Freire de Andrade, um grupo de notáveis do Porto, alguns agrupados no Sinédrio, prepararam um levantamento no Porto, o qual se iniciou a 24 de Agosto de 1820 e foi secundado em Lisboa a 16 de Setembro desse mesmo ano.
Entre esse grupo, liderado por Manuel Fernandes Tomás, José Ferreira Borges e Xavier de Araújo, que ficaram conhecidos na História portuguesa como os heróis de 1820, encontrava-se o desembargador Manuel Borges Carneiro.
Desencadeado o movimento, Borges Carneiro foi um dos seus mais decididos e vigorosos adeptos, destacando-se pela sua capacidade oratória e conhecimentos jurídicos.
Organizou-se um governo provisório, e foram convocadas cortes constituintes para organizarem uma constituição política para o país. Entre os primeiros deputados eleitos para as Cortes Gerais e Extraordinárias da Nação Portuguesa estava Manuel Borges Carneiro.

### A carreira parlamentar

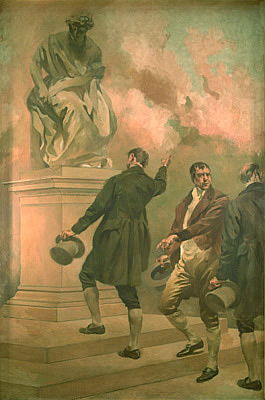
Borges Carneiro por Columbano Bordalo Pinheiro (Passos Perdidos da Assembleia da República, Lisboa).

Eleitos os deputados às Cortes, a 24 de Janeiro de 1821 reuniram-se os deputados em sessão preparatória, e a 26 foi a sessão solene de abertura, sendo lido o respectivo discurso pelo Presidente do Governo.
A 27 de Janeiro foi eleita a regência, tendo Borges Carneiro sido um dos proponentes da nova organização governamental, propondo que houvesse cinco Secretários de Estado: Reino, Fazenda, Guerra, Marinha e Negócios Estrangeiros. Este facto deu-lhe grande visibilidade, passando a ser uma das mais respeitadas figuras do parlamento.
Iniciados os trabalhos constituintes, Borges Carneiro teve um papel relevante na aprovação das Bases da Constituição Política da Monarquia Portuguesa, aprovadas em 9 de Abril de 1821 e de imediato juradas, as quais passaram a constituir as normas fundacionais do novo regime político português.
Depois de se haver organizado a Constituição Política da Monarquia Portuguesa e de a haverem jurado, assim como D. João VI, a família real e os funcionários e corpos populares, foram encerradas as Cortes Extraordinárias e Constituintes a 4 de Novembro de 1822, tendo durado a sessão quase dois anos consecutivos.
Aprovada a Constituição, foram convocadas eleições gerais. Ora Borges Carneiro tanto se distinguira nas Cortes Constituintes, que foi eleito por nada menos que seis círculos eleitorais distintos. Na sessão preparatória foi escolhido o seu nome para a comissão de verificação de poderes, ficando a representar então um dos círculos de Lisboa.
As novas Cortes iniciaram um trabalho reformador sem precedentes, extinguindo a Inquisição, a Intendência Geral de Polícia, o Tribunal da Inconfidência, a Mesa da Consciência e Ordens, o Desembargo do Paço, a tortura, os direitos banais e as coutadas, os privilégios de foro especial e de aposentadoria. Neste grande ímpeto reformador, reorganizou-se a Universidade de Coimbra, a Companhia dos Vinhos do Alto Douro e a agricultura em geral, para além de se ter revisto todo o sistema judicial, económico e de organização do poder político.
Porém este movimento teria necessariamente que suscitar reacções, em breve aparecendo um forte partido, centrado em torno da rainha D. Carlota Joaquina e do Infante D. Miguel, que pretendia o regresso ao absolutismo e o fim da revolução.
A 27 de Maio de 1823 dá-se a Vilafrancada e o Congresso fica em sessão permanente, durante a qual Borges Carneiro foi uma das figuras dominantes. Apesar de D. João VI ter declarado que estava no firme propósito de manter a Constituição jurada, desaprovando a desobediência do infante, a opinião geral do povo e da tropa era que o ministério devia ser demitido. Com efeito deu-se esta demissão, sendo nomeados novos ministros. 
Nesta crise, Borges Carneiro propôs, e as cortes aprovaram e assinaram, uma declaração de protesto em que se consignava, que estando destituídos do poder executivo, desamparados da força armada, não podiam continuar o seu mandato e que a sua persistência seria inútil à Nação. Nestas condições interrompiam as suas sessões até que a deputação permanente o julgasse conveniente, protestando em nome de seus constituintes, contra qualquer alteração ou modificação na Constituição de 1822.
O novo ministério pediu a demissão em 1 de Junho. A 2 de Junho de 1823 as Cortes reuniram pela última vez. Dias depois o infante D. Miguel entrava triunfante em Lisboa, e com ele a reacção. Estava encerrada a primeira experiência liberal em Portugal. 
Em resultado do retorno ao absolutismo, Borges Carneiro foi demitido do cargo de desembargador da Relação e Casa do Porto, por decreto de 17 de Julho de 1823, recolhendo-se então à vida privada, continuando os seus estudos e trabalhos literários.
A 10 de Março de 1826 faleceu D. João VI, e foi aclamado rei D. Pedro IV, que logo a 29 de Abril outorgou uma Carta Constitucional da Monarquia Portuguesa, abdicando a 2 de Maio a favor da sua filha D. Maria. Apesar destas alterações, continuou como regente, agora em nome da nova rainha, a infanta D. Isabel Maria de Bragança, que fora nomeada por seu pai.
Nas eleições gerais de deputados que se seguiram à outorga da Carta Constitucional não foi esquecido o nome de Manuel Borges Carneiro, que foi nomeado novamente deputado. A infanta regente, por alvará de 16 de Outubro, restituiu-lhe o cargo de desembargador da Relação e Casa do Porto.
As novas cortes abriram-se em 31 de Outubro de 1826 e logo na primeira sessão Borges Carneiro foi nomeado para uma das comissões de verificação de poderes.
A 14 de Dezembro de 1827 foi nomeado desembargador ordinário da Casa da Suplicação de Lisboa.
Por essa altura tinha encetado a publicação do Direito Civil Português, de que saíram 3 volumes, de 1826 a 1828. Publicou também o Resumo de alguns dos livros santos.
Na actividade parlamentar desta fase inicial do liberalismo português, Borges Carneiro notabilizou-se como um dos mais aguerridos defensores da liberdade e como o principal jurisconsulto do novo sistema de governo.

### A prisão
Quando, a 23 de Junho de 1828, D. Miguel se auto-proclamou rei e tomou posse do governo do Reino e dissolveu as Cortes, declarando-se rei absoluto, seguiu-se um reinado de terror que encheu as cadeias de prisioneiros políticos de todas as hierarquias, classes e condições. Foram presos todos quantos tinham manifestado ideias liberais, os malhados, e que não conseguiram partir para o exílio.
Entre os perseguidos encontrava-se Borges Carneiro. Foi demitido do lugar de desembargador e mandado riscar do quadro da magistratura, dando entrada a 15 de Agosto de 1828 no Limoeiro de Lisboa. Daquela prisão foi transferido a 30 de Agosto para a Torre do Forte de São Julião da Barra, em companhia de numerosos presos, que pelo mesmo motivo ali estavam encarcerados.

### A morte
Quando na primavera de 1833 se começou a desenvolver a grande epidemia da cólera que afectou Portugal, fazendo milhares de vítimas só em Lisboa, na Torre do Forte de São Julião da Barra, onde se acumulavam mais de 500 presos políticos, deram-se numerosos casos.
As autoridades militares resolveram então transferir alguns presos para outras prisões, tendo Manuel Borges Carneiro sido transferido em 28 de Junho para a cidadela de Cascais. Atacado pela doença no dia 30 de Junho, faleceu a 4 de Julho de 1833, vítima da cólera morbus.
Foi enterrado na esplanada da cidadela, próximo de um muro, lançando-se na mesma cova o cadáver de outro preso (um soldado tambor) também falecido naquele dia.
Em 5 de Fevereiro de 1873 procedeu-se à escavação do local designado por alguns cidadãos que serviram de testemunhas, como sítio provável do enterramento. Foi encontrado um esqueleto completo e em bom estado, debaixo do qual se encontrou outro igualmente bem conservado, provando-se que o esqueleto mais profundamente sepultado era o do desembargador, sendo o outro o do militar que com ele fora enterrado.
Os esqueletos foram remetidos num caixão de madeira, e depositados na igreja matriz de Cascais. Os restos mortais de Borges Carneiro trasladaram-se com toda a solenidade para o cemitério dos Prazeres, em Lisboa, em Junho de 1879.
O Diário de Notícias de 23 e 24 Junho de 1879, publicou uma narrativa das cerimónias que acompanharam a trasladação.

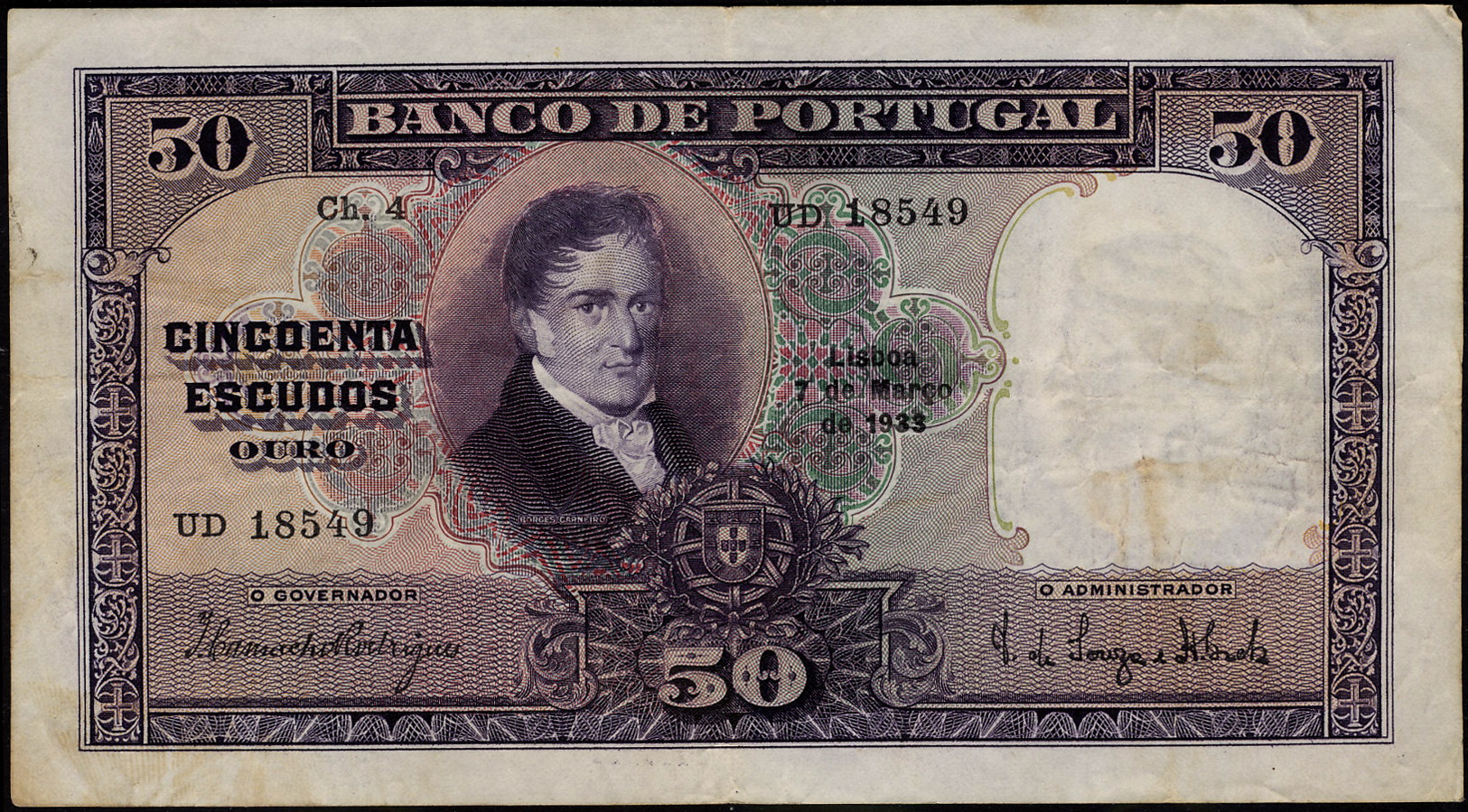
Nota de 50 Escudos de 1933, Manuel Borges Carneiro

Foi impressa uma nota de 50$00 Chapa 4 de Portugal com a sua imagem.

## Biografias

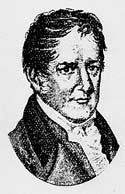
Borges Carneiro.

No Occidente, de 1879 (volume II), encontra-se publicada uma cuidada biografia de Borges Carneiro, da autoria de Jacinto Inácio de Brito Rebelo, assim como o seu retrato.
A Gazeta dos Tribunaes, de 24 de Janeiro de 1842 também insere um Elogio histórico de Manuel Borges Carneiro, da autoria de Emídio Costa, o qual aparece também inserto no fim do tomo IV do Direito Civil, de Borges Carneiro, na edição de 1840 (1.ª edição do IV volume).

## Obra publicada
Manuel Borges Carneiro foi um prolífico escritor, tendo parte da sua obra saído postumamente. Para tal, os seus manuscritos foram salvos e guardados por um seu fiel criado, Manuel Luís, que muito o auxiliou durante a prisão, expondo-se a grandes perigos para o ajudar. Publicou, entre outras obras, as seguintes:
- Pensamentos do juiz de fóra de Vianna do Alemtejo, Manuel Borges Carneiro, preso no carcere do convento de S. Francisco da cidade de Beja, por occasião da revolução do Alemtejo, trasladados de varios pedaços de papel, onde fôram escriptos com carvão, em Agosto de 1808, oferecidos ao ex.mo e rev.mo sr. D. Fr. Antonio de S. José de Castro, bispo do Porto, membro da suprema regencia de Portugal, sem data, mas julga-se que seja de 1808;
- Extracto das leis, avisos, provisões, assentos e editaes publicados nas côrtes de Lisboa e Rio de Janeiro, desde a epocha da partida d'El-rei nosso senhor para o Brazil em 1807 até Julho de 1816, Lisboa, 1816;
- Appendice do Extracto das leis, avisos, etc., desde 1807 até Julho de 1816, Lisboa, 1816;
- Additamento geral das leis, resoluções, avisos, etc., desde 1603 até o presente, Lisboa, 1817;
- Segundo additamento geral das leis, resolucões, etc., desde 1603 até 1817, Lisboa, 1817;
- Mappa chronologico das leis e mais disposições de direito portuguez, publicadas desde 1603 até 1817, Lisboa, 1818;
- Resumo chronologico das leis mais uteis no fôro e uso da vida civil, etc., Lisboa, 1818 a 1820, 3 tomos;
- Grammatica, Orthographia e Arithmetica portugueza, ou arte de falar, escrever e contar, Lisboa,1820;
- Portugal regenerado em 1820, Lisboa, 1820 (segunda edição consideravelmente acrescentada, Lisboa, 1820; terceira edição, Rio de Janeiro, 1821);
- Parabolas accrescentadas ao Portugal regenerado, Lisboa, 1820; as parábolas são numeradas de I a III;
- A Magia, e mais superstições desmascaradas, Lisboa, 1820; é a parábola IV;
- Appendice sobre as operações da Santa Inquisição Portugueza, ou parte segunda do discurso sobre a Magia, e mais superstições desmascaradas, Lisboa; é a parábola V;
- Parabola VI accrescentada ao Portugal regenerado, a necessidade de Constituiçiões provada pela injustiça dos cortezãos, Lisboa, 1821; fez-se neste ano nova edição no Rio de Janeiro;
- Juizo critico sobre a legislação de Portugal, ou Parabola VII accrescentada ao Portugal regenerado, Lisboa, 1821;
- Dialogo sobre os futuros destinos de Portugal, ou Parabola VIII accrescentada ao Portugal regenerado, Lisboa, 1821;
- Carta a Sua Magestade Luiz XVIII, rei de França (acerca da ingerência daquela potência nos negócios políticos de Espanha), saiu impressa numa folha avulsa, e foi também inserta no Diario do Governo, de 18 de Fevereiro de 1823;
- Direito civil de Portugal, contendo tres livros: 1.º das pessoas; 2.º das cousas; 3.º das obrigações e acções, tomos I, II e III, Lisboa, 1826 a 1828. O tomo IV só se publicou depois da morte do autor, em 1840; os 4 volumes saíram em segunda edição, em 1858;
- Noções astronomicas, extrahidas dos escriptos de J. A. Comminas, Fontenelle, Almeida,…, Lisboa, 1829;
- Resumo de alguns livros santos, Lisboa, 1827;
- Mentor da mocidade, ou cartas sobre a educação, Lisboa, 1844 (publicação póstuma escrita na Torre do Forte de São Julião da Barra, onde estava preso).